# Asyłzat Sagymbaj
Asyłzat Mirambekkyzy Sagymbaj (kaz. Асылзат Мирамбекқызы Сағымбай; ur. 21 kwietnia 2000) – kazachska zapaśniczka walcząca w stylu wolnym. Zajęła szesnaste miejsce na mistrzostwach świata w 2021. Brązowa medalistka mistrzostw Azji w 2021. Wicemistrzyni świata kadetów w 2015 roku.